# Нейротропный вирус
Нейротро́пный ви́рус — вирус, способный поражать нервные клетки (нейроны). Из-за этого нейротропные вирусы оказываются недосягаемыми для иммунных клеток и других компонентов иммунной системы вследствие наличия гематоэнцефалического барьера и миелиновых оболочек, так как иммунный ответ действует только в пределах кровеносной системымикроглия?.

## Терминология
Болезнетворный агент называется нейроинвазивным, если он способен заразить или проникнуть в нейроны центральной нервной системы, и нейровирулентным, если он может вызвать заболевание нервной системы. Наиболее известными нейроинвазивными вирусами являются вирус бешенства, сочетающий высокую нейроинвазивность и высокую нейровирулентность, и вирус простого герпеса, имеющий низкую нейроинвазивность и высокую нейровирулентность. Другие вирусы, например, полиовирус, могут распространяться по нервным клеткам, однако чаще они перемещаются по кровесносной системе (это называется вирусемия).

## Примеры
Нейротропные вирусы могут вызывать острые инфекции, в том числе: японский энцефалит, венесуэльский лошадиный энцефалит и клещевой энцефалит, полиомиелит, свинку, корь, грипп и бешенство. К таким инфекциям также относят болезни, вызываемые вирусом Коксаки типа А и герпесвирусами, такими как вирус простого герпеса, вирус ветряной оспы, цитомегаловирус, HHV-6 и вирус Эпштейна-Барр.

## Использование в исследованиях
Нейротропные вирусы все чаще применяются в исследованиях как рабочие инструменты и из-за их потенциальной роли в производстве лекарств. В частности, они использовались для улучшения понимания механизма кругового прохождения сигнала в нервной системе. 